# Vittorio Siri
Vittorio Siri (Parma, 1608 – París, 1685) va ser un matemàtic i historiador italià.

## Biografia
Siri va cursar estudis al convent benedictí de Sant Joan Evangelista, a Parma, on va ingressar com a monjo el dia de Nadal de 1625. Especialitzat en geometria, va exercir de professor de matemàtiques a Venècia. Allí, la coneixença amb l’ambaixador francès, van decantar els seus interessos acadèmics vers els afers polítics.
Sota el pseudònim Capitano Latino Verità, el 1640 publica Il politico soldato Monferrino, crònica sobre l’ocupació del Casale Monferrato gràcies a la qual va guanyar-se la simpatia del Cardenal Richelieu. El primer ministre francès va permetre que Siri consultés els arxius francesos, oportunitat que va aprofitar per escriure Il mercurio, overo historio de ‘correnti tempi, obra monumental de quinze volums que descriu episodis històrics entre 1644 i 1682.
Siri també és l’autor de la Memorie recondite (1677), que en vuit volums repassa la història de França entre 1601 i 1640, sobre la història de les principals nacions europees en aquest període, considerada un testimoni únic pel fet que recull correspondència privada dels regnats d’Enric IV i Lluís XIII que posteriorment es va perdre.
El cardenal Mazzarin va atorgar-li una pensió. Sobre Siri cau la sospita de ser espia de França, motiu pel qual es desplaça primer a França, i el 1649 a París. A la capital francesa, on serà nomenat conseller d’estat i historiador del regne, exerceix d’ambaixador dels ducs de Parma i de Mòdena. Des de 1655 viu a la cort reial.

## La Guerra dels Segadors aIl Mercurio...
Manel Güell i Pere Cristòfor adverteixen que Siri és el cronista oficial de Lluís IV, motiu pel qual la seva narració històrica és “altament tendenciosa”, en silenciar o minimitzar les derrotes franceses. No obstant això, Güell i Cristòfor consideren que el seu testimoni és molt valuós en episodis concrets, com ara l’assalt a la vila d’Àger (1647) o la sortida del general Marchin de Barcelona (1651).
Il Mercurio també incorpora publicacions propagandístiques publicades durant la Guerra dels Segadors, com ara un extracte de 50 pàgines de La Proclamación Católica de Gaspar Sala o bé l’opuscle La Trompette Catalane, ambdós traduïts al català.

## Obres
- Problemata et theoremata geometrica et mecanica, Bolonya (1633).
- Siri, Vittorio. Propositiones mathematicae (en llatí).  Nicolò Tebaldini, 1634.
- Il politico Soldato Monferrino, ovvero discorso politico sopra gli affari di Casale, publicat amb el pseudònim Capitano Latino Verità (1640).
- Il Mercurio overo historia de' correnti tempi en 15 volums (1644–1682).
- Memorie recondite en 8 volums (1676-79).